# The Life Pursuit
The Life Pursuit — студийный альбом шотландской инди-поп-группы Belle & Sebastian, выпущен 6 февраля 2006 года в Европе посредством лейбла «Rough Trade Records», а день спустя — в США посредством «Matador Records».
По состоянию на сегодняшний день, «The Life Pursuit» является наиболее успешным альбомом Belle & Sebastian в коммерческом плане (8 место в национальном хит-параде Великобритании и 65 место в американском Топе 200 журнала «Billboard»).
В поддержку «The Life Pursuit» было издано 3 сингла: «Funny Little Frog» (16 января 2006 года), «The Blues Are Still Blue» (3 апреля) и «White Collar Boy» (26 июня).

## Список композиций
1. «Act of the Apostle» – 2:55
2. «Another Sunny Day» – 4:04
3. «White Collar Boy» – 3:20
4. «The Blues Are Still Blue» – 4:08
5. «Dress Up in You» – 4:23
6. «Sukie in the Graveyard» – 3:00
7. «We Are the Sleepyheads» – 3:33
8. «Song for Sunshine» – 4:06
9. «Funny Little Frog» – 3:08
10. «To Be Myself Completely» – 3:17
11. «Act of the Apostle II» – 4:20
12. «For the Price of a Cup of Tea» – 3:19
13. «Mornington Crescent» – 5:40
14. «Meat and Potatoes» – 4:25 (бонус-трек для iTunes)
15. «I Took a Long Hard Look» – 3:36 (бонус-трек для iTunes)